# Herakari
Herakari med Luoteiskrunni är en ö i Finland. Den ligger i Bottenviken och i kommunen Torneå i den ekonomiska regionen  Kemi-Torneå i landskapet Lappland, i den norra delen av landet. Ön ligger omkring 100 kilometer sydväst om Rovaniemi och omkring 620 kilometer norr om Helsingfors.
Öns area är 45,6 hektar och dess största längd är 1,6 kilometer i nord-sydlig riktning.

## Sammansmälta delöar
- Herakari 65°45′50″N 24°20′17″Ö / 65.76388°N 24.33795°Ö
- Luoteiskrunni 65°46′26″N 24°20′05″Ö / 65.77396°N 24.33468°Ö